# Encrucijada
Encrucijada è un comune di Cuba, situato nella provincia di Villa Clara.

## Storia
Fondata nel 1850, in un territorio dove vi era la presenza di aborigeni cubani, i suoi primi residenti furono Don Juan de Alba y Don Bonifacio Herrera. La cittadina diede i natali ai fratelli Abel ed Haydée Santamaría, due personalità della rivoluzione cubana del 1953/58.

## Geografia
Il comune confina con Sagua la Grande, Cifuentes, Santa Clara e  Camajuaní. Il territorio si divide nei consejos populares di: Encrucijada Norte ed Encrucijada Sur (contenenti il capoluogo comunale), Calabazar de Sagua, Constancia (ufficialmente Abel Santamaría), Dos Hermanos, El Purio, El Santo, Emilio Córdova e La Sierra.